# Phalacrus brisouti
Phalacrus brisouti là một loài bọ cánh cứng trong họ Phalacridae. Loài này được Rye miêu tả khoa học năm 1872.